# Castelo de Kägleholm
O Castelo de Kägleholm (Kägleholms slott) é uma ruína do castelo em Kägleholm, no condado de Örebro, na Suécia.
Em 1541, a propriedade tornou-se numa mansão e recebeu o nome de Kägleholm. Em 1674, Magnus Gabriel De la Gardie (1622-1686) herdou Kägleholm; o castelo foi concluído em 1680. Mais tarde, o castelo foi incendiado em 1712 e foi então abandonado.

## Galeria

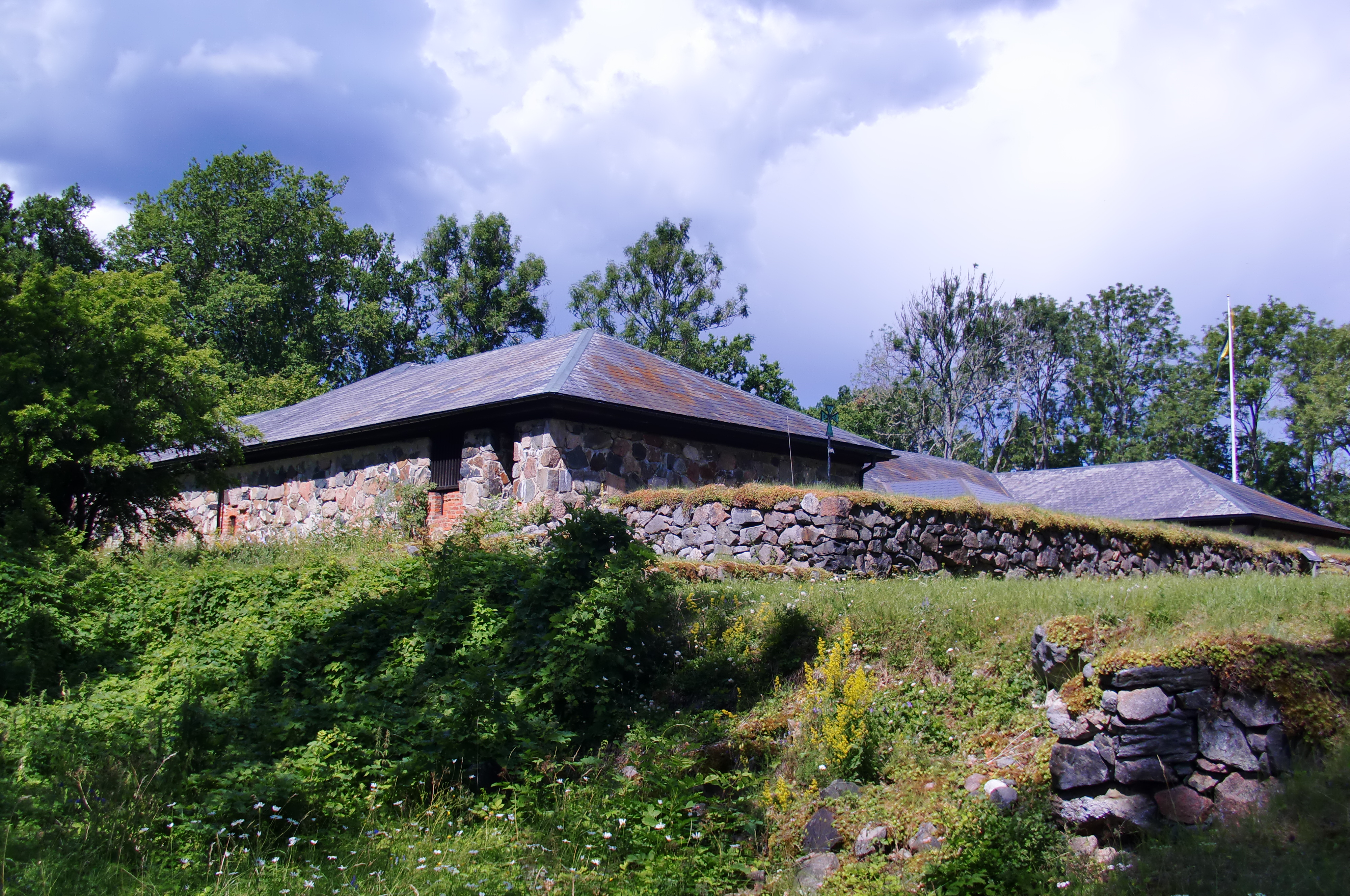
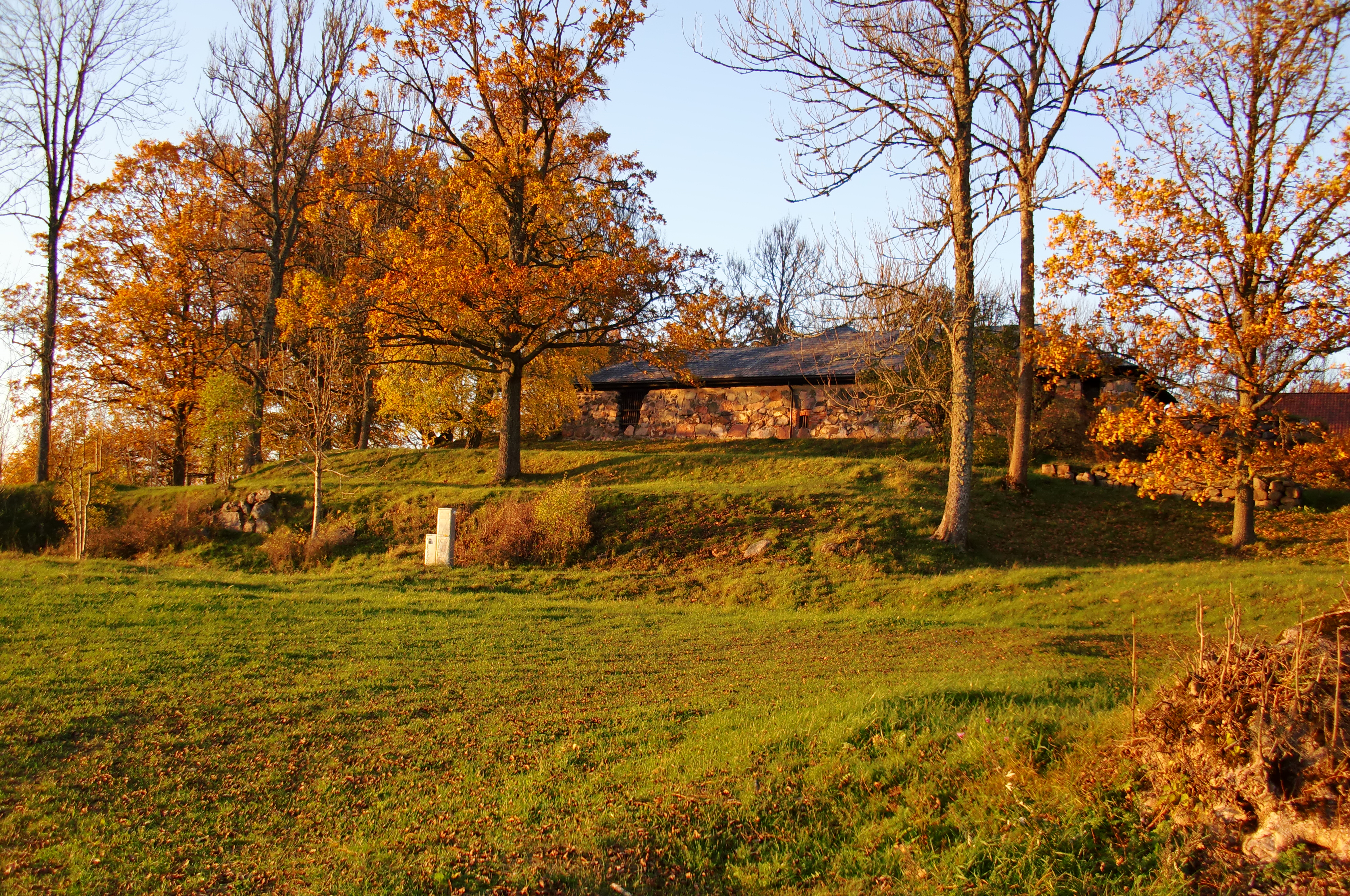